# زوران استجادینوویچ
زوران استجادینوویچ (انگلیسی: Zoran Stojadinović؛ زادهٔ ۲۵ آوریل ۱۹۶۱) بازیکن سابق فوتبال اهل صربستان است.